# Кэмпбелл, Уолтер (губернатор)
Уолтер Кэмпбелл (англ. Walter Campbell), полное имя Уолтер Бенджамин Кэмпбелл (англ. Walter Benjamin Campbell; 4 марта 1921, Баррингбар, Новый Южный Уэльс, Австралия — 4 марта 2004, Аскот, Брисбен, Квинсленд, Австралия) — австралийский юрист и политик, 21-й губернатор Квинсленда (1985—1992).

## Биография
Уолтер Кэмпбелл родился 4 марта 1921 года в Баррингбаре — небольшом городе, расположенном на самом севере Нового Южного Уэльса. Его отец, Арчи Эрик Гордон Кэмпбелл (Archie Eric Gordon Campbell), был майором, ветераном Первой мировой войны. Мать Уолтера, Лейла Мэри Кэмпбелл, урождённая Мерфи (Leila Mary Campbell, née Murphy), была потомком ирландских иммигрантов, переселившихся в Австралию в середине XIX века.
В 1937—1938 годах Уолтер Кэмпбелл учился в Даунлендс-колледже в Тувумбе (Квинсленд), а с 1940 года — в Квинслендском университете, где он в 1944 году получил степень бакалавра искусств (B.A.), в 1947 году — магистра искусств (M.A.), а в 1948 году (с отличием) — бакалавра права (LL.B.). Во время Второй мировой войны, в 1941—1946 годах, Кэмпбелл служил в Королевских военно-воздушных силах Австралии, сначала пилотом-инструктором, а затем командиром подразделения. 18 июня 1942 года Кэмпбелл женился на Джорджине Пирс (Georgina Pearce), впоследствии у них было трое детей: двое сыновей, Питер и Уоллес, и дочь Дебора.
С 1948 года Кэмпбелл работал барристером в Брисбене. В 1965—1967 годах он был председателем Квинслендской ассоциации адвокатов (англ. Queensland Bar Association), а в 1966—1967 годах — председателем Ассоциации адвокатов Австралии (англ. Australian Bar Association)
13 июля 1967 года Кэмпбелл был назначен судьёй Верховного суда Квинсленда. В период работы в Верховном суде он возглавлял Квинслендскую комиссию по законодательной реформе (англ. Queensland Law Reform Commission, 1969—1973), а также был канцлером Квинслендского университета (1977—1985). 18 февраля 1982 года Кэмпбелл был назначен председателем (англ. Chief Justice) Верховного суда Квинсленда. Он проработал в этой должности до 7 июля 1985 года.
В 1985 году Уолтер Кэмпбелл был назначен на должность губернатора Квинсленда. Он вступил в должность 29 июля 1985 года. Кэмпбелл проработал губернатором Квинсленда ровно семь лет, до 29 июля 1992 года.
В 1989 году Кэмпбелл стал компаньоном ордена Австралии (A.C.). В 2001 году он был награждён медалью Столетия. Кэмбеллу была присвоена степень почётного доктора права Квинслендского университета (1980).
Уолтер Кэмпбелл скончался 4 сентября 2004 года в своём доме в Аскоте (пригород Брисбена, Квинсленд).